# Bataille de Naqra
 (mars 2024).
La mise en forme du texte ne suit pas les recommandations de Wikipédia : il faut le « wikifier ».
Les points d'amélioration suivants sont les cas les plus fréquents. Le détail des points à revoir est peut-être précisé sur la page de discussion.
- Les titres sont pré-formatés par le logiciel. Ils ne sont ni en capitales, ni en gras.
- Le texte ne doit pas être écrit en capitales (les noms de famille non plus), ni en gras, ni en italique, ni en « petit »…
- Le gras n'est utilisé que pour surligner le titre de l'article dans l'introduction, une seule fois.
- L'italique est rarement utilisé : mots en langue étrangère, titres d'œuvres, noms de bateaux, etc.
- Les citations ne sont pas en italique mais en corps de texte normal. Elles sont entourées par des guillemets français : « et ».
- Les listes à puces sont à éviter, des paragraphes rédigés étant largement préférés. Les tableaux sont à réserver à la présentation de données structurées (résultats, etc.).
- Les appels de note de bas de page (petits chiffres en exposant, introduits par l'outil «  Source ») sont à placer entre la fin de phrase et le point final[comme ça].
- Les liens internes (vers d'autres articles de Wikipédia) sont à choisir avec parcimonie. Créez des liens vers des articles approfondissant le sujet. Les termes génériques sans rapport avec le sujet sont à éviter, ainsi que les répétitions de liens vers un même terme.
- Les liens externes sont à placer uniquement dans une section « Liens externes », à la fin de l'article. Ces liens sont à choisir avec parcimonie suivant les règles définies. Si un lien sert de source à l'article, son insertion dans le texte est à faire par les notes de bas de page.
- La présentation des références doit suivre les conventions bibliographiques. Il est recommandé d'utiliser les modèles {{Ouvrage}}, {{Chapitre}}, {{Article}}, {{Lien web}} et/ou {{Bibliographie}}. Le mode d'édition visuel peut mettre en forme automatiquement les références.
- Insérer une infobox (cadre d'informations à droite) n'est pas obligatoire pour parachever la mise en page.

Pour une aide détaillée, merci de consulter Aide:Wikification.
Si vous pensez que ces points ont été résolus, vous pouvez retirer ce bandeau et améliorer la mise en forme d'un autre article.
Notes
Guerres d'Apostasie
Batailles
Bataille de Zhu Qissa - Bataille d'Abraq - Bataille de Buzakha - Bataille de Ghamra - Bataille de Zafar - Bataille de Daumat-ul-Jandal - Bataille de Dibba - Bataille d'Al-Yamama - Bataille de Nujair
La bataille de Naqra en 632 a été un affrontement entre les forces du Califat Rachidun, dirigées par Khalid Ibn al-Walid, et les rebelles apostats sous le commandement d'Abu Shayra.
Bien que la taille des tribus révoltantes était modeste, cette confrontation a été sanglante, et a définitivement mit fin à la rébellion des certaines tribus des Banu Sulaym s'étant révoltées contre le Califat Rachidun,.

## Contexte
À la suite de la bataille de Ghamra, victorieuse pour le Califat Rachidun, signant la fin définitive de la rébellion orchestré dans le centre de la péninsule arabique par Tulayha ibn Khuwaylid (en), et récupéré par Uyayna ibn Hisn après la Retraite fuite de ce dernier lors de la bataille de Buzakha, certaines tribus des Banu Sulaym se révoltèrent face au Califat Rachidun sous le commandement d'Abu Shayra,.

Les Banu Sulaym avaient été sous son commandement (Khalid Ibn al-Walid) pendant la conquête de La Mecque, la bataille de Hunayn et l'avancée vers Taëf.

## Déroulement

### Pré-bataille
Abu Shayra écrira les vers suivants, afin de motiver ses troupes, et de confirmer sa défiance vis-à-vis du Califat Rachidun :

« - Ma lance semera le chaos

- Parmi les régiments de Khalid.

- Et je fais confiance par la suite

- Qu'elle écrasera également Umar. »

Khalid Ibn al-Walid décidera donc d'aller réprimer la révolte, en personne,,.

Il se dirigera à Naqra (cf. Carte dans l'infobox).

### Bataille
Dès son arrivée à Naqra, Khalid Ibn al-Walid déclencha une attaque féroce contre les Banu Sulaym.

Résistant à leur ancien commandant (Khalid Ibn al-Walid), les Banu Sulaym firent preuve d'une vive opposition, réussissant à causer la mort de plusieurs musulmans, cependant, ils furent également confrontés à la puissance redoutable des assauts de Khalid Ibn al-Walid.

Un grand nombre d'entre eux périrent, tandis que les survivants battirent en retraite, leur chef, Abu Shajra ; le poète-soldat, sera même capturé.

### Post-bataille
Il sera envoyé à Médine, où il plaidra également sa cause auprès d'Abū Bakr As-Siddiq, il sera pardonné par ce dernier, et  réintégrera également l'Islam.

Plus tard, Abu Shajra connut des moments difficiles et se retrouva dans la pauvreté.

Après l'action contre les Banu Sulaym à Naqra, Khalid Ibn al-Walid resta à Buzakha pendant trois semaines, recevant la soumission des tribus et punissant les meurtriers, ensuite, Khalid Ibn al-Walid se dirigea vers Zafar, où une dénommée Salma, alias Um Zhiml, se soulèvera contre le Califat Rachidun,,.

## Conséquence
La victoire à Naqra par le Califat Rachidun à permis de définitivement mettre fin aux soulèvement des Banu Sulaym, par la force pour certaines tribus, et de gré pour d'autres,.